# Chellah
Chellah ali Šala (berberski jezik: Sla ali Calla; arabsko شالة), je srednjeveška utrjena muslimanska nekropola in starodavno arheološko najdišče v Rabatu v Maroku, ki je na južni (levi) strani estuarija Bou Regreg. Najzgodnejši dokazi o naselitvi mesta kažejo, da so Feničani tu ustanovili trgovsko središče v prvem tisočletju pred našim štetjem. To je bilo kasneje mesto Sala Colonia, starodavne rimske kolonije v provinci Mauretania Tingitana, preden je bila opuščena v pozni antiki. V poznem 13. stoletju se je mesto začelo uporabljati kot dinastična nekropola za rodbino Marinidov. Do sredine 14. stoletja so marinidski sultani del mesta ogradili z novim nizom zidov in v njem zgradili verski kompleks, ki je spremljal njihove mavzoleje. V 15. stoletju je nekropola začela propadati in je skozi stoletja utrpela škodo zaradi potresov in plenjenj. Arheološka izkopavanja v 20. stoletju so odkrila ostanke starorimskega mesta. Danes je mesto turistična atrakcija, od leta 2012 pa je del Unescove svetovne dediščine.

## Zgodovina

### Feničanska Sala
Feničani so ustanovili več trgovskih kolonij ob atlantski obali današnjega Maroka, vendar so arheologi razpravljali o obstoju feničanske naselbine na mestu Chellah. Jean Boube, ki je vodil nekatera sodobna izkopavanja na mestu, je odkril neopunske artefakte iz 3. stoletja pr. n. št., kar nakazuje, da je v tistem času tu morala biti majhna trgovska postojanka. Kasnejša izkopavanja Boubeja so odkrila tudi fragmente feničanskih ali punskih skled iz 7. in zgodnjega 6. stoletja pr. n. št., vendar je možno, da so bili takšni zgodnji predmeti uvoženi s trgovino, namesto da bi bili dokaz zasedbe. Naselje ob bregovih reke Bou Regreg je bilo znano kot Shalat (punsko: 𐤔𐤏𐤋𐤕, šʿlt; primerjaj hebrejsko סלע, skala), kar očitno izhaja iz punske besede za 'skalo'.

### Rimska Sala Colonia
Do 1. stoletja pred našim štetjem so tamkajšnji prebivalci še vedno pisali v neopunskem jeziku, vendar je regija prišla pod vpliv Rima. V tem času je območje zasedlo starodavno berbersko mavretansko kraljestvo. Pod zadnjima dvema vladarjema, Jubo II. in Ptolemajem, je mavretansko kraljestvo postalo stranka Rima. V Chellahu so odkrili nekaj relikvij iz časa teh dveh kraljev. Po Ptolemajevi smrti leta 40 našega štetja je regijo priključil Rim in postala provinca Tingiška Mavretanija (Mavretanija Tingitana).
Na tem mestu so Rimljani zgradili svoje mesto Sala Colonia. Ptolemaj, pisec iz 2. stoletja, je rimsko mesto omenil kot Sala. Izkopavanja so pokazala, da so na mestu obstajale starejše mavretanske stavbe, preden so nad njimi zgradili rimske stavbe. Za rimsko obdobje prikazujejo veliko pristaniško mesto z ruševinami rimskih arhitekturnih elementov, vključno z decumanus maximus ali glavno cesto, forumom in slavolokom. Območje okrog foruma, ki je izkopano in vidno danes, je bilo skozi čas podvrženo številnim spremembam in o natančni kronologiji teh še vedno razpravljajo. Napisi, najdeni na mestu, kažejo, da je imelo mesto status municipija okoli sredine 2. stoletja našega štetja.
Ena od dveh glavnih rimskih cest v Tingiški Mavretaniji je dosegla Atlantik skozi Iulia Constantia Zilil (Asilah), Lixus (Larache) in Sala Colonia. Druga je bila morda zgrajena proti jugu, od Sale do sodobne Casablance, takrat imenovane Anfa. Rimljani so imeli dve glavni pomorski postojanki na atlantski obali province: Sala Colonia in Lixus. Pristanišče Sala (zdaj izginilo) so komercialne rimske ladje uporabljale kot vmesno postajo na jugozahodnih prehodih do Anfe in Insula Purpuraria (otok Mogador).
Sala je ostala povezana z Rimskim cesarstvom tudi po umiku okupacijskih rimskih legij v 4. stoletju v Tingis (Tanger) in Septem (Ceuta) v severni Tingiški Mavretaniji. Rimska vojaška enota je tam ostala do konca 5. stoletja. Nekaj večjih spomenikov v mestu je bilo približno v tem času zapuščenih. Mesto velikega kapitolskega templja je bilo na primer v 4. stoletju spremenjeno v pokopališče in odlagališče. Arheološki predmeti vizigotskega in bizantinskega izvora, najdeni na tem območju, potrjujejo obstoj trgovskih ali političnih stikov med Salo in rimsko Evropo, vse do vzpostavitve bizantinske prisotnosti v Severni Afriki v 7. stoletju. Med predmeti iz 4. do 6. stoletja so bili najdeni tudi fragmenti keramike s krščanskimi motivi in grafiti.

### Zgodnje muslimansko obdobje
Sala se je začela zapuščati v 5. stoletju in je bila večinoma v ruševinah, ko so v 7. stoletju prišli muslimanski Arabci. Bizantinski guverner tega območja, grof Julijan iz Ceute, se je leta 683 predal Ukbi ibn Nafiju.
Območje je bilo ponovno naseljeno šele v 10. stoletju, ko zgodovinski viri omenjajo obstoj ribata na tem območju. Okoli leta 1030 je družina Banu 'Ašara na nasprotni strani reke (na severni strani) ustanovila novo mesto, imenovano Salā (današnji Salé). Po koncu Omajadskega kalifata v Al Andaluzu v zgodnjem 11. stoletju so Almoravidi prevzeli nadzor nad regijo in zgradili nov ribat ob izlivu reke. Ta ribat so sredi 12. stoletja nato uničili in nato ponovno zgradili njihovi nasledniki, Almohadi, in tako je postal tisto, kar je danes znano kot kazba Udajev. Almohadski kalif Abu Jusuf Jakub al-Mansur (vladal 1184–1199) je prav tako začel graditi veliko novo kraljevo mesto z novim obzidjem na mestu poleg starodavne Sale, ki ustreza temu, kar je zdaj zgodovinsko središče Rabata, vendar ni bilo nikoli dokončano. Mesto Salā na desnem bregu (severni strani) reke se je še naprej razvijalo in v naslednjem obdobju rodbine Marinid (13. do 15. stoletje) je postalo pomembnejše od naselbin na levem bregu.

### Marinidsko obdobje
V marinidskem obdobju je bilo mesto starodavne Sale ponovno prilaščeno in spremenjeno v kraljevo nekropolo za vladajočo dinastijo, zdaj znano kot Chellah (arabsko شالة, latinizirano: Šālah). Zaradi današnjega uničenega stanja natančna kronologija njegovega razvoja ni dobro znana. Prve marinidske gradnje in prvi kraljevi pokopi so bili v letih 1284–85, ko je sultan Abu Jusuf Jakub izbral mesto za pokop svoje žene Umm al-'Izz. Poleg njenega groba je zgradil majhno mošejo (še vedno obstaja). Sama grobnica je bila kuba, majhna mavzolejska soba, pokrita s kupolo ali piramidasto streho. Sam sultan je bil po smrti v Algecirasu leta 1286 pokopan poleg nje. Njegov sin in naslednik Abu Jakub Jusuf je bil pokopan na tem mestu po smrti leta 1307, njegov naslednik Abu Thabit 'Amir pa je bil pokopan blizu Abu Jakub Jusufa leta 1308.
Zdi se, da so se najpomembnejše marinidske gradnje zgodile v času vladavine Abu Saida Osmana II. (vladal 1310–1331) in njegovega sina Abu al-Hasana (vladal 1331–1348; znan tudi kot črni sultan). Abu Said je območje zagradil z obzidjem in začel graditi glavna vrata. Po nekaterih virih je bil tudi po smrti leta 1331 pokopan v tej nekropoli, čeprav je Ibn Haldun zapisal, da je bil pokopan v Fesu. Gradnjo glavnih vrat je dokončal Abu al-Hasan, kar dokazuje napis na njih, ki datira dokončanje v julij 1339 (Dhu al-KQadah 739 AH) in se nanaša na kompleks kot ribat. Med Abu al-Hasanovim življenjem je bila ena od njegovih žena, Šams al-Ḍuḥa (mati Abu Inana), tukaj pokopana leta 1349. Eden od njegovih sinov, Abu Malik, je bil morda prav tako pokopan v nekropoli leta 1339. Po njegovi smrti v izgnanstvu leta 1351 je bilo Abu al-Hasanovo truplo pokopano v mavzoleju tudi tukaj, blizu njegove žene. Ta mavzolej je morda dokončal njegov sin in naslednik Abu Inan (vladal 1348–1358). Abu Inan je bil morda odgovoren tudi za gradnjo ali dokončanje medrese (islamskega kolidža) in pomembnega minareta, ki meji na mošejo in mavzoleje. Ustanovil je dobrodelno ustanovo (vakuf) za financiranje delovanja verskega kompleksa. Današnji ostanki na mestu prav tako kažejo, da je nekropolo spremljala stanovanjska četrt na severu, skupaj z vodovodom. Ohranjeni hamam (kopališče) iz tega obdobja stoji tudi blizu skrajnega vzhodnega vogala obzidanega ograjenega prostora.
Abu al-Hasan je bil zadnji sultan, ki je bil pokopan tukaj. Verjame se, da je bil Abu Inan pokopan v veliki mošeji Fes el-Dždid, drugi marinidski sultani po njem pa so bili večinoma pokopani v marinidskih grobnicah v Fesu ali na drugih mestih. Drugi člani družine Marinid, kot je Abu Inanova sestra in drugi princi, so bili še vedno občasno pokopani v Chellahu. Med letoma 1360 in 1363 je Ibn al-Khatib, vezir nasridskega sultana Mohameda V., obiskal mesto med izgnanstvom svojega gospodarja iz Granade in ga omenil v svojih spisih. Opisal je razkošno okrasje grobnic in opazil, da je bil velik fragment kisvah (blaga, ki pokriva Kabo v Meki) pregrnjen nad grobnico Abu al-Hasana.

### Postmarinidsko obdobje in moderna doba
Po marinidskem obdobju je nekropola propadla. Prvič ga je oropal Ahmad al-Liḥyani, pretendent za marinidski prestol s sedežem v Meknesu med letoma 1417 in 1437. Čeprav je njega in druge pretendente na koncu zatrl Abu Zakariya Yahya, regent in de facto vattasidski vladar med letoma 1420 in 1448, se Vatasidi niso odločili poskusite obnoviti nekropolo. Številne preostale strukture v Chellahu je poškodoval lizbonski potres leta 1755 in so postale ruševine. Alavijski sultani so pozneje tu namestili vojake, da bi preprečili nadaljnje ropanje, toda v poznem 18. stoletju je arabsko pleme Ṣabaḥ prevzelo ograjen prostor, dokler leta 1790 sultan Mulaj Jazid ni zadolžil guvernerja Saléja, Abu Jaza al-Kasṭalija, naj jih odstrani. Med to epizodo je bila nekropola ponovno izropana.
Kljub temu upadu je mesto sčasoma pridobilo lokalni verski pomen. Na neki točki so mesto začeli naseljevati sufiji in medresa je bila ponovno uporabljena kot zavija (sufijsko versko in izobraževalno središče). Zavija je postala tudi predmet lokalnega romanja, pri čemer so domačini verjeli, da je obisk tukaj lahko nadomestilo za romanje hadž v Meko za tiste, ki si niso mogli privoščiti tako dolgega potovanja. Kot del svojega obiska so romarji opravili obhod (tavaf) mihraba medrese. Okoli grobnic so rasle tudi ljudske legende. Grobnica Šams al-Ḍuḥa je postala priljubljena kot grobnica dekleta po imenu Lala Chella, ki ji je bilo mesto pripisano tudi ime. Nekatera lokalna prepričanja, zlasti med ženskami, so povezovala koristne marabutske moči z nekaterimi živalmi, kot so jegulje in želve, ki so živele v tukajšnjih bazenih. Na primer, verjeli so, da lahko hranjenje jegulj pomaga pri plodnosti in porodu. Legende o zakopanih zakladih so včasih vodile tudi do nezakonitih izkopavanj in prisilile oblasti v 20. stoletju, da so nekatere najpomembnejše predmete v nekropoli preselili v muzeje v Rabatu.
Ostanke starorimskega mesta je v poznem 19. stoletju prvi identificiral francoski geograf Charles Tissot. Prvo preiskavo in študijo ostankov iz islamske dobe sta izvedla Henri Basset in Évariste Lévi-Provençal leta 1922. Prva izkopavanja rimskega mesta so bila izvedena v letih 1929–30 pod nadzorom Julesa Borélyja, vodje Service des Beaux-Arts, agencije francoskega protektorata v Maroku v tistem času. To začetno delo je odstranilo vegetacijo iz porušene mošeje in odkrilo velik del 'monumentalne' rimske četrti, ki je danes vidna. Izkopavanja so ponovno potekala šele leta 1958, po maroški neodvisnosti, ko je vodja službe za antikvitete Maroka, Maurice Euzennat, imenoval Jeana Boubeja, da začne novo kampanjo izkopavanj. Izkopavanja so se nadaljevala do leta 1996 in odkrili preostale strukture, ki so zdaj vidne.
Danes je mesto Chellah spremenjeno v vrt in turistično atrakcijo. Je del metropolitanskega območja Rabata. Mesto kot del zgodovinskega Rabata je UNESCO leta 2012 uvrstil na seznam svetovne dediščine. Znan je tudi po tem, da gosti veliko kolonijo štorkelj, ki gnezdijo na drevesih in na minaretu porušene zavije.
3. novembra 2023 je skupina maroških arheologov in raziskovalcev odkrila prvo pristaniško okrožje rimske dobe v Maroku, ki sega v obdobje od prvega do drugega stoletja našega štetja, skupaj s prvim brezglavim kipom ženske boginje v naravni velikosti, najdenim v Maroku po letu 1960.

## Rimski ostanki
Izkopani del rimskega mesta obsega približno 1,2 hektarja in ustreza 'monumentalnemu' okrožju okoli foruma, kjer so stale najpomembnejše javne stavbe. Mesto je bilo zgrajeno na pobočju in posledično so bile njegove stavbe zgrajene na nizu umetnih teras, pri čemer so danes vidne vsaj tri terase. Ulice so bile razporejene v pravilni mreži in dve najpomembnejši ulici sta bili decumanus maximus in cardo maximus.
Na vzhodnem koncu izkopanega območja je forum. Na severni strani ga obdaja stavba, ki stoji na višjem terenu in je bila identificirana kot 'tempelj' s petimi celicami. Na južni strani trga, na nižjem nivoju, je dolga stavba z devetimi sobami, morda tabernae (trgovine), ki se odpirajo na drugo ulico. Razpravljalo se je o dataciji templja in sosednjega foruma. Jean Boube je tempelj datiral v sredino 1. stoletja pr. n. št., zaradi česar bi bil mavretanska struktura (preden je bila regija priključena kot rimska provinca). Tu so našli kipe mavretanskih kraljev klientov Jube II. in Ptolemaja, zaradi česar Boube domneva, da je bil tempelj prvotno posvečen njima. Drugi arheologi so trdili, da namesto tega pripada rimskemu obdobju (po aneksiji). Novejše študije so ponovno predlagale predrimsko datacijo, ki temelji na prisotnih gradbenih tehnikah.
Na zahodni strani foruma je še en širok tlakovan prostor, ki je bil morda dodatni forum (forum adiectum) ali del decumanusa maximusa. Boube ga je datiral v čas vladavine Trajana (vladal 98–117) in Hadrijana (vladal 117–138). Največja stavba tukaj, na severozahodni strani, je kapitolij ali kapitolijski tempelj. Tempelj je zgrajen v dveh nivojih in ima pravokoten tloris, meri približno 48 metrov krat 26 metrov, z zaobljenimi vogali na zahodni strani. Na spodnjem nivoju je bilo devet obokanih tabern, ki so se odpirale na tlakovano območje ob templju in tvorile del podkonstrukcije templja. Zgornji nivo je bil pravi tempelj, sestavljen iz ene cele in pronaosa (dvorana), dvignjen na podij in obdan s treh strani s portikom z 32 stebri. Deli templja, ki so bili zgrajeni nad tabernae, so se podrli. Rimski napisi, najdeni na kraju samem, potrjujejo, da je bil tempelj zgrajen v času Hadrijana in morda slovesno odprt okoli leta 120 našega štetja. Njegovo gradnjo je financiral zasebni meščan, vojaški uradnik po imenu C. Hosidius Severus, ki ga je podaril prebivalcem mesta.
Druga večja stavba v tem zahodnem območju je neposredno nasproti kapitoliju, na jugu in blizu obzidja verskega kompleksa Marinidov. Ta stavba je slabo ohranjena in je bila pogojno opredeljena kot kurija (kuria Ulpia) ali kot bazilika. Njegova konstrukcija je verjetno sodobna konstrukciji bližnjega kapitolija. Ima pravokoten tloris, ki meri približno 32 krat 19 metrov. V njenem središču je velika osmerokotna odprtina z nišami vzdolž notranjih sten, ki ustreza podzemnemu nimfeju, ki se je nekoč raztezal vse do pritličja stavbe.
Med kapitolijem in kurijo/baziliko so ostanki slavoloka. Ostala je le osnova loka, zato o njem ni veliko znanega. Morda izvira iz Hadrijanovega časa, tako kot okoliške stavbe, vendar je druga hipoteza datirala v čas Antonina Pija (vladal 138–161). Različne druge strukture so raztresene po najdišču, vključno z dvema strukturama, identificiranima kot templja, vzhodno od kapitolija. Ostanke rimske kopeli najdemo v vzhodnem delu najdišča, med marinidsko medreso in kopališčem iz islamske dobe.

## Marinidska nekropola
Območje, ki ga obdaja Marinidsko obzidje, je približno peterokotne oblike in je manjše od nekdanjega rimskega mesta. Večina marinidskih struktur v notranjosti je v verskem kompleksu v jugovzhodnem delu ograjenega prostora, imenovanem khalva (arabsko خلوة). Zunaj tega kompleksa je tudi hamam v skrajnem vzhodnem kotu ograjenega prostora in stanovanjski kompleks, ki je tik znotraj glavnih vrat. Khalva je sestavljena predvsem iz mošeje, medrese, pokopališča z več mavzoleji in več dvorišč. Njena postavitev je nepravilna in zapletena zaradi dodajanja različnih elementov v različnih obdobjih. Na njegovi jugozahodni strani je bazen, katerega voda izvira iz izvira 'Ayn al-Janna (arabsko عين ألجنّا, latinizirano: izvir/rajski vir). Bazen je bil prvotno stranišče in prostor za umivanje mošeje iz 13. stoletja, vendar se je na neki točki potopil zaradi vode, ki je pronicala iz podzemlja, in ga zdaj naseljujejo jegulje.

### Stene in glavna vrata
Stene obzidja, ki obkrožajo mesto, so zgrajene iz nabite zemlje (ali pisé). Prepredena so s tremi vrati in prepredena z obrambnimi stolpi. Stolpi imajo običajno kvadratno osnovo in v notranjosti vsebujejo tri ravni. Najbolj monumentalna vrata so v severozahodnem delu ograde in so zidana iz opeke in klesanega kamna z klesano ornamentiko. To so ena najbolj izjemnih vrat, ki so jih zgradili Marinidi, ki kažejo vpliv prejšnjih monumentalnih vrat, ki so jih zgradili Almohadi (npr. Bab er-Rouah in Bab Oudaja). Pročelje vrat je okrašeno z dvema motivoma večločnih lokov okoli koničastega loka v obliki podkve. Prečniki loka so zapolnjeni z motivom listnate arabeske z izrezljano školjko v njihovem središču. Celotno kompozicijo uokvirja pravokotni friz (alfiz), ki vsebuje kufski arabski napis, ki podrobno opisuje konstrukcijo vrat. Vrata obdajata dva stolpa, ki imata prizmatično ali pol osmerokotno osnovo, vendar sta okronana s kvadratnimi stolpiči. Prehod iz polosmerokotnega telesa stolpa v kvadratni stolpič zgoraj je izveden z uporabo muqarnas v vogalih. V notranjosti imajo vrata upognjen prehod, ki se obrne za 90 stopinj. Notranja fasada vrat, obrnjena proti verskemu kompleksu, je okrašena z enostavnejšo različico motivov, ki jih vidimo na zunanji strani vrat.

### Khalva(verski in pogrebni kompleks)
Mošeja, ki je v središču jugozahodne polovice kompleksa, je hipostilna dvorana. Z dvema vrstama podkvastih lokov je razdeljena na tri ladje. Še dve vrsti lokov, pravokotni na druge, razmejujeta osrednjo ladjo, ki poteka proti mihrabu na jugovzhodni steni. V jugozahodnem vogalu mošeje je majhen, delno uničen minaret s kvadratno osnovo in okni v obliki večkrilnih lokov. Zunaj mošeje, blizu minareta, je majhen vodni bazen ali vodnjak, ki so ga uporabljali za umivanje, ki ga je napajal lokalni izvir. Za zidom kible mošeje, na njeni jugovzhodni strani, je ravda (arabsko الروضة) ali vrtno pokopališče. Sestavljen je iz dolgega ograjenega prostora z vsaj štirimi porušenimi mavzoleji in številnimi drugimi grobovi, raztresenimi po odprtem prostoru. Po Bassetu in Lévi-Provençalu trije mavzoleji, ki mejijo na zadnjo steno mošeje, vključujejo grob sultana Abu Saida (umrl 1331) in grobnico Šams al-Ḍuḥa (umrl 1349). Vsaka grobnica je kuba ali kvadratna komora, ki je bila verjetno nekoč pokrita s kupolo ali piramidasto streho iz ploščic, podobno kot drugi mavzoleji v Maroku. Te grobnice so v veliki meri uničene in vsebujejo le majhne fragmente nekdanjega okrasja.
Porušena kuba južneje, postavljena ob obod kompleksa, pripada sultanu Abu al-Hasanu (um. 1351). To je najbolj bogato okrašena grobnica v kompleksu in je bolje ohranjena kot druge grobnice. Njegove preostale stene so prekrite z dovršenim nizkim reliefom, vklesanim v kamen. Zadnja stena znotraj mavzoleja ima osrednjo dvojno obokano nišo, ki jo uokvirja epigrafski friz, ki vsebuje 30. in 31. verza XVI. sure iz Korana. To pa je obdano z geometrijskim okrasjem in več epigrafskega okrasja. Zellij (mozaik) je okrasil spodnje dele stene. Nad tem so prebodena tri okna. Zunanja stran tega zidu, obrnjena navzven iz kompleksa, je vklesana z dvema pravokotnima frizom, eden je zapolnjen z okrašenim kufskim napisom, drugi pa z napisom Naskhi (kurziv). Kufski napis vključuje verz 185 Sure III, medtem ko je napis Naskhi posvetilo Abu al-Hasanu. Ta dva friza zapirata osrednji pravokotni pas, zapolnjen s sebkastim okrasjem nad tremi slepimi mnogoložnimi loki z majhnimi stebrišči. Vsak negativni prostor znotraj vzorca sebka je izrezljan z drugim motivom, vključno s školjko ali palmeto, medtem ko so slepi loki spodaj napolnjeni z arabeskami (za stranske loke) in s ponavljajočim se kaligramom v 'vozlanem' kuficu (za osrednji lok). Nad tem teče še ena majhna slepa arkada in muqarnas venec nad njo.
Večino severovzhodne polovice kompleksa zavzema stavba, za katero znanstveniki menijo, da je bila najverjetneje medresa, čeprav jo dva ohranjena napisa omenjata kot »zavija«. Podobno kot druge medrese tega obdobja, je sestavljena iz podolgovatega pravokotnega dvorišča s pravokotnim bazenom v središču. Na vsakem koncu bazena sta dva majhna krožna bazena z vodnjaki, ki so zagotavljali vodo za bazen. Dvorišče je nekoč obdajal peristilni portik, podprt z marmornimi stebri, ki ne stoji več. Za portikom, na obeh dolgih straneh dvorišča, je več manjših sob, ki so služile kot spalni prostori za študente. Dve stopnišči sta omogočali dostop do zgornjega nadstropja, verjetno s podobno razporeditvijo. Dvorišče je bilo tlakovano in okrašeno z zapletenimi zelliji (mozaičnimi ploščicami), katerih deli so ohranjeni. Na jugovzhodnem koncu dvorišča vodijo vrata v pravokotno dvorano, ki je služila kot molilnica. Tu je bil v zadnji steni postavljen mihrab. Nenavadno je, da je mihrab obdan z ozkim prehodom, ki teče okoli in za njim. Ta prehod so morda uporabljali romarji, ki so ga obhodili. Na severovzhodnem vogalu medrese je ohranjen minaret, visok približno 15 metrov in dobro viden z večine mesta. Njegov glavni stolp ima tradicionalno kvadratno osnovo, njegove štiri fasade pa so okrašene s sebkasto kompozicijo nad dvema slepima mnogoločnima lokoma (vsak zapira majhna okna). Negativni prostori znotraj teh motivov so zapolnjeni z dekoracijo zellij ploščic.
Poleg Abu al-Hasanovega mavzoleja je eden najbolj izjemnih primerov okrasja v kompleksu prehod, ki vodi proti medresi iz preddvorja na severni strani mošeje. Vrata, podkvasti lok, so uokvirjena s pravokotnim frizom ali alfizom, napolnjenim z geometrijskimi zvezdastimi vzorci v ploščicah zellij. Prečniki loka so zapolnjeni z arabesknimi motivi in motivom mnogoločnega loka, podobnim monumentalnim glavnim vratom kompleksa, le da so namesto klesanega kamna izvedeni v zelo barvitih ploščicah zellij. Okras tega prehoda je prav tako podoben vratom kompleksa Sidi Boumediene v Tlemcenu (današnja Alžirija), kar nakazuje, da je pri obeh načrtih morda sodelovala ista ekipa obrtnikov.

### Hamam
Hamam (islamsko kopališče) v Chellahu ima približno pravokoten tloris, ki meri 28,5 x 10,4 metra. Henri Terrasse je ocenil, da je bila njegova gradnja sočasna z drugimi večjimi marinidskimi strukturami v Chellahu in da je potekala med letoma 1339 in 1358. V 20. stoletju je bila obnovljena. Ima splošne podobnosti z drugimi zgodovinskimi hamami v tem delu islamskega sveta. Sestavljen je iz garderobe ob vhodu (enakovredno rimskemu apoditeriju), sledi hladilnica (enakovredna frigidariju), topla soba (enakovredna tepidariju) in topla soba (enakovredna kaldariju). Druga komora za vročo sobo je vsebovala peč, ki je ogrevala kopeli in vodo preko tradicionalnega sistema hipokavsta. Majhna komora v bližini garderobe je verjetno vsebovala stranišča. V hamam se je vstopilo skozi vrata na zahodnem vogalu. Garderobo je sestavljal osrednji kvadratni prostor, obdan z dvema majhnima pravokotnima galerijama, ločenima z vrsto lokov, podprtih s stebri. Ta soba je bila verjetno najbolj okrašen prostor v stavbi, čeprav danes ni ohranjen noben okras. Osrednji kvadratni prostor je verjetno prekrival okrašen leseni obok, galerije pa prekrivni oboki. Hladilna in topla soba sta pokriti s križnimi oboki, medtem ko je topla soba med njima večja in jo pokrivata dva križna oboka.

### Svetišča sufijskih mistikov
V nekropoli je tudi več svetišč, posvečenih sufijskim mistikom, proti južnemu delu območja. Ta svetišča so bila zgrajena pozneje in zdi se, da so združena. Ena od takih stavb je svetišče, v katerem je grobnica Sidi Jahja ibn Junus, mistika, za katerega verjamejo, da je živel v 7. stoletju.